# Trzaski (województwo kujawsko-pomorskie)
Trzaski – wieś w Polsce, położona w województwie kujawsko-pomorskim, w powiecie inowrocławskim, w gminie Inowrocław.

## Podział administracyjny
W latach 1975–1998 miejscowość położona była w województwie bydgoskim.

## Demografia
Według Narodowego Spisu Powszechnego (III 2011 r.) wieś liczyła 185 mieszkańców. Jest 21. co do wielkości miejscowością gminy Inowrocław.

## Obiekty zabytkowe
W miejscowości znajduje się dwór z przełomu XIX i XX wieku. W jego skład wchodzą także:
- park, w którym występują min. Lipa drobnolistna, Grab pospolity, wiąz szypułkowy, Topola czarna, Dąb szypułkowy, Kasztanowiec zwyczajny, w runie występuje głównie Fiołek wonny
- zabudowania gospodarskie, istniała tu RSP Trzaski-Dulsk[4]